# 中根晃
中根 晃（なかね あきら、1931年（昭和6年）3月26日 - 2013年（平成25年）11月11日）は、日本の精神科医。東京都立梅ヶ丘病院院長、実践女子大学教授、日本自閉症スペクトラム学会初代会長、交通遺児育英会理事長を務めた。

## 略歴
1931年（昭和6年）3月26日、神奈川県横浜市に生まれる。旧制武蔵高等学校を経て、1957年に東京医科歯科大学医学部を卒業。卒業後は同大学の神経精神医学教室に入局し、島崎敏樹のもとで幻覚・妄想など精神病理学の研究に従事した。
1961年には東京医科歯科大学医学部で文部教官助手に就任。1969年、東京都立梅ヶ丘病院に転じ、精神科医長、副院長を歴任した後、1986年に同病院院長に就任。1995年に退職するまで同職を務めた。
1996年より実践女子大学生活科学部教授を務め、2001年から2007年まで国士舘大学体育学部非常勤講師として教鞭を執った。また、同年より横浜市西部地域療育センター非常勤医師として地域医療にも関わった。さらに、東京医科歯科大学、東邦大学医学部、上智大学、白百合女子大学などでも非常勤講師を務めた。

## 著書
- 『自閉症研究』（金剛出版、1978年）
- 『自閉症研究 改訂増補』（金剛出版、1982年）
- 『自閉症の臨床: その治療と教育』（岩崎学術出版社、1983年）
- 『自閉症児の保育・子育て入門（子育てと健康シリーズ　9）』（大月書店、1996年）
- 『新児童精神医学入門』（金剛出版、1997年）
- 『発達障害の臨床』（金剛出版、1999年）
- 『自閉症（こころの科学セレクション）』（日本評論社、1999年）
- 『詳解　子どもと思春期の精神医学』（金剛出版、2008年）
- 『あなたと君のアスペルガー　普通の子になりたい　そして天才たち』（秀和システム、2011年）

翻訳
- 『青年期の自閉症 : 個人生活の確立』（岩崎学術出版社、1987年）著者:Eric Schopler, Gary B. Mesibov　原タイトル:『Adolescents and Adults with Autism（Plenum Press, 1983）』
- 『ADHDの子どもたち』（金剛出版、2000年）著者:Mark Selikowitz　原タイトル:『All about A.D.D』